# Laconia (Indiana)
Pour les articles homonymes, voir Laconia.
Laconia est une municipalité américaine située dans le Boone Township, comté de Harrison, dans l'Indiana. Selon le recensement des États-Unis de 2010, la population était de 50 habitants.

## Histoire
Laconia est une petite communauté agricole et a été fondée en 1816 par John Boone. La famille Boone, importante dans la colonisation du sud du comté de Harrison, possédait de vastes étendues de terre dans tout le canton qui porte son nom.
Parce que Laconia était la seule ville de taille significative dans le township de Boone, la colonie est devenue le centre commercial de la région. Laconia était le centre de distribution du courrier et était desservie par le train de la L&N Railroad, qui circulait du côté du Kentucky au niveau de la rivière Ohio.